# NK Papuk Orahovica
NK Papuk nogometni je klub iz Orahovice, osnovan 1925. godine.
U sezoni 2023./24. se natječe u 2. ŽNL Virovitičko-podravska – Istok.
Klub je 29. kolovoza 2023. izgubio 29:1 od NK Grobničan Čavle u Hrvatskom nogometnom kupu što je rekordna pobjeda u tom natjecanju.

## Vanjske poveznice
- Profil, Facebook
- Profil, HNS Semafor